# 白鷹勳章
白鷹勳章（波蘭語：Order Orła Białego）為波蘭共和國歷史最悠久、層級最高的國家勳章，授予在戰爭或和平期間於民事或軍事上對國家有重大功勳者。該勳章由奧古斯特二世於1705年11月1日所制定，頒授對象為最為知名之波蘭人士及最高層級之外國代表。
白鷹勳章不分等級，授帶為藍色絲帶，左肩右斜配掛。早期另有以刺繡而成之星型勳章佩戴於受頒者之左胸。